# Ich glaub’, mich tritt ein Pferd
Ich glaub’, mich tritt ein Pferd (Alternativtitel: Animal House – Im College sind die Affen los) ist eine US-amerikanische Spielfilm-Komödie von John Landis aus dem Jahr 1978.

## Handlung
Die Ostküste der Vereinigten Staaten, 1962: Im fiktiven Faber College müssen sich die Erstsemester wie jedes Jahr eine passende Fraternity (dt.: Studentenverbindung) suchen. Die Verbindungen unterstehen dem Dekan und damit gewissen Regeln, zum Beispiel darf nur an ausgewählten Tagen Alkohol konsumiert werden. Das Haus „Delta Tau Chi“ missachtet die Regeln; für sie gehören Alkohol, Sex und wilde (Toga-)Partys zum Studentenalltag. Die schulischen Leistungen lassen dementsprechend zu wünschen übrig. Die Deltas stehen außerdem in einem ständigen Konflikt mit der elitären und reaktionären Verbindung der Omegas, auch XX genannt, die das Wohlwollen des Dekans genießt. Mit dessen Hilfe gelingt es den Omegas, die Fraternity der Deltas zu verbieten. Die Deltas rächen sich bei der Homecoming-Parade am Bürgermeister, dem Dekan und den Omegas. Zum Ende des Films werden die wichtigsten Charaktere mit ihrem zukünftigen Lebenslauf dargestellt.

## Synchronkartei
Der Film wurde zweimal synchronisiert. Die erste Synchronfassung entstand bei der Berliner Synchron. Arne Elsholtz schrieb das Dialogbuch und führte Regie. 2003 entstand eine zweite Synchronfassung für die DVD-Veröffentlichung, die in den USA erstellt wurde. Da die neuere Synchronfassung auf wenig positiven Anklang stieß, ist seit 2004 auch die Kinofassung wieder auf allen seitherigen Veröffentlichungen enthalten.
| Rolle                      | Darsteller         | Synchronsprecher (Kino 1979) | Synchronsprecher (DVD 2003) |
| -------------------------- | ------------------ | ---------------------------- | --------------------------- |
| John ‚Bluto‘ Blutarsky     | John Belushi       | Wolfgang Pampel              | N.N.                        |
| Eric ‚Otter‘ Stratton      | Tim Matheson       | Arne Elsholtz                | Kai Wulff                   |
| Donald ‚Boon‘ Schoenstein  | Peter Riegert      | Joachim Tennstedt            | N.N.                        |
| Larry ‚Pinto‘ Kroger       | Tom Hulce          | Hans-Jürgen Dittberner       | N.N.                        |
| Kent ‚Flounder‘ Dorfman    | Stephen Furst      | Santiago Ziesmer             | N.N.                        |
| Professor Dave Jennings    | Donald Sutherland  | Rolf Schult                  | Gunter Ziegler              |
| Bürgermeister DePasto      | Cesare Danova      | Jochen Schröder              | Gunter Ziegler              |
| Dekan Vernon Wormer        | John Vernon        | Martin Hirthe                | Curt Lowens                 |
| Mrs. Marion Wormer         | Verna Bloom        | Renate Danz                  | N.N.                        |
| Katy                       | Karen Allen        | Susanna Bonasewicz           | Bettina Spier               |
| Daniel Simpson ‚D-Day‘ Day | Bruce McGill       | Ronald Nitschke              | N.N.                        |
| Robert Hoover              | James Widdoes      | Hubertus Bengsch             | N.N.                        |
| Gregory Marmalard          | James Daughton     | Uwe Paulsen                  | N.N.                        |
| Douglas C. Neidermeyer     | Mark Metcalf       | Joachim Pukaß                | N.N.                        |
| Mandy Pepperidge           | Mary Louise Weller | Marina Genschow              | N.N.                        |
| Babs Sue Jansen            | Martha Smith       | Alexandra Lange              | N.N.                        |
| Otis Day                   | DeWayne Jessie     | Joachim Kemmer               | N.N.                        |
| Shelly Dubinsky            | Lisa Baur          | Evelyn Maron                 | N.N.                        |
| Hüne                       | Jebidiah R. Dumas  | Karl Schulz                  | N.N.                        |
| Sissy                      | Stacy Grooman      | Sabine Clasen                | N.N.                        |
| Brunella                   | Eliza Roberts      | Gisela Fritsch               | N.N.                        |

## Hintergründe
- In Deutschland wenig bekannt, genießt der Film in den USA regelrechten Kultstatus, viele Szenen werden häufig auch von anderen Produktionen zitiert, zum Beispiel bei Die Simpsons und Futurama (S01 E11).
- Sowohl Kevin Bacon, John Belushi als auch Karen Allen gaben in diesem Film ihr Leinwanddebüt.
- Aufgrund des Erfolges des Filmes in den USA wurde eine weniger erfolgreiche und deswegen eher kurzlebige (15 Episoden) Sitcom mit dem Namen Delta House produziert.
- Der Film war früher in Deutschland erst ab 18 Jahren freigegeben. Seit einer Neuprüfung ist er jugendfrei.

## Kritiken
„Die als Satire auf das unpolitische Collegemilieu zu Beginn der 60er Jahre gemeinte Story bleibt mit ihren platten Späßen auf der Ebene einer Klamotte.“

## Auszeichnungen
2001: Aufnahme in das National Film Registry